# Joachim Ganzert
Joachim Ganzert (* 1948) ist ein deutscher Bauforscher. Er war von 2002 bis 2016 Professor für Baugeschichte, Bauaufnahme und Stadtbaugeschichte an der Universität Hannover.

## Leben
Joachim Ganzert studierte von 1970 bis 1975 Architektur an der Technischen Universität München und schloss 1976 mit dem Titel Dipl.-Ing. ab. 1976 bis 1977 nahm er das Reisestipendium des Deutschen Archäologischen Instituts (DAI) wahr und forschte ab 1977 bis 1980 mittels eines weiteren Stipendiums des DAI zum Kenotaph des Gaius Caesar in Limyra in der Türkei, das ihm zur Grundlage seiner Dissertation 1981 an der Universität Karlsruhe diente, an der er im selben Jahr arbeitete.
1982 bis 1992 leitete Joachim Ganzert in Kooperation mit dem Abteilung Rom des DAI sowie der Comune di Roma mit Förderung der Deutschen Forschungsgemeinschaft (DFG) ein Projekt zur Erforschung des Mars-Ultor-Tempel auf dem Augustusforum in Rom, mit dessen Publikation er an der Universität Karlsruhe habilitiert wurde. 1990 bis 1991 nahm eine Gastprofessur am Institut für Klassische Archäologie der Universität Wien wahr. Anschließend arbeitete er für rund ein Jahrzehnt von 1992 bis 2002 als Professor für Baugeschichte und Bauaufnahme am Fachbereich Architektur der Fachhochschule Biberach. In dieser Zeit wurde er 1995 korrespondierendes Mitglied des DAI und war 1997 bis 1998 Forschungsstipendiat am Institute for Advanced Study, School of Historical Studies, in Princeton, NJ.
2002 wurde Ganzert an die Universität Hannover berufen als Professor für Bau- und Stadtgeschichte am Institut für Geschichte und Theorie der Architektur, Fakultät für Architektur und Landschaft. 2016 trat er in den Ruhestand. Während er 2004 als Mitglied durch das Comitato Scientifico „Rileggere l'Antico“: Ministero per i Beni e le Attività Culturali, Roma / Soprintendenza per i Beni Archeologici del Lazio / Università degli Studi di Roma Tor Vergata aufgenommen wurde, arbeitete er von 2004 bis 2008 und später nochmals im Jahr 2010 an einem von der DFG sowie der Gerda Henkel Stiftung geförderten Forschungsprojekt unter dem Arbeitstitel Das Theater von Patara/Türkei.
Unterdessen war Joachim Ganzert bereits 2007 als ordentliches Mitglied der Klasse für Geisteswissenschaften in die Braunschweigische Wissenschaftliche Gesellschaft aufgenommen worden. Ebenfalls 2007 war Ganzert gemeinsam mit dem Landschaftsarchitekten Joachim Wolschke-Bulmahn vom Lehrgebiet Geschichte der Freiraumplanung der Gottfried Wilhelm Leibniz Universität Hannover Hauptverantwortlicher des Internationalen Workshops Geschichte und Gegenwart von Bau- und Gartenkultur im Kontext steter Orient-Okzident-Interdependenzen. Untersuchungen zu kultureller Herkunft und Identität.
Gemeinsam mit dem Kunsthistoriker Hermann Hipp von der Universität Hamburg arbeitete Ganzert von 2008 bis 2011 an dem von der DFG und der Hermann Reemtsma Stiftung geförderten Forschungsprojekt Das Lüneburger Rathaus. Bau- und kunstgeschichtliche Grundlagenerforschung /-erschließung/-interpretation. Das Projekt fand 2012 bis 2014 eine Fortsetzung und 2015 seinen Abschluss sowie einen Niederschlag in einer von mehreren Autoren verfassten Publikation.
Gemeinsam mit der Archäologin Inge Nielsen von der Universität Hamburg zeichnete Joachim Ganzert verantwortlich für das 2014 und 2015 abgehaltene Symposion Herrschaftsverhältnisse und Herrschaftslegitimation, dessen Tagungsband er herausgab.

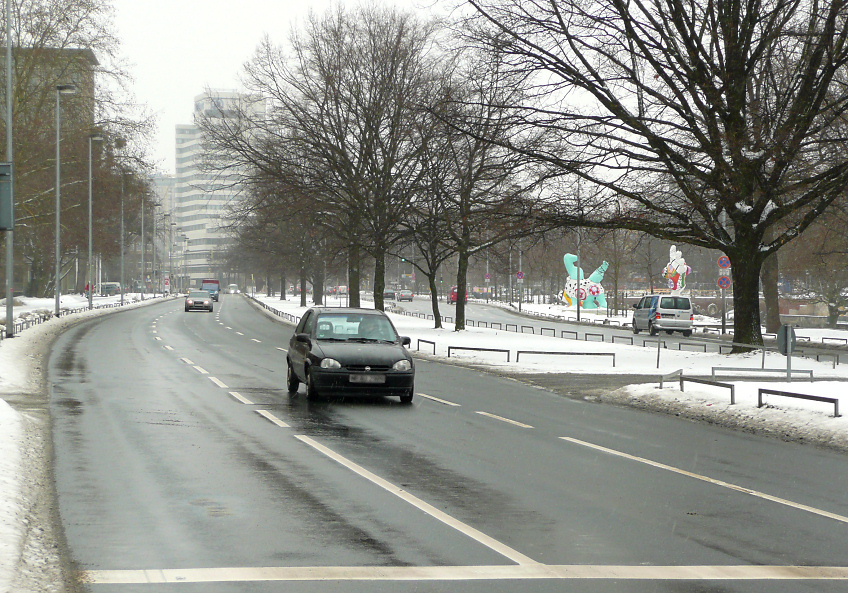
Das nahezu menschenleere Leibnizufer in Hannovers Zentrum: „»autogerecht« oder
»reichsautobahngerecht?«“

In seiner 2016 erschienenen Publikation unter dem Titel „Hannovers verrückte Mitte ...“ nehmen Ganzert und sein wissenschaftlicher Mitarbeiter Gregor Janböcke Stellung zur jüngeren Stadtbaukultur der niedersächsischen Landeshauptstadt. Am Beispiel der ehemals 1824 vereinigten Städte Hannover und Calenberger Neustadt und ihrer städtebaulichen Situation entlang der Leine und dem Leibnizufer untersuchen die Autoren den „Idealtypus der modernen Stadt“ in Hannovers Mitte und stellen – nicht zuletzt mit Bezugnahme auf die innerstädtischen Umgestaltungspläne Hannover City 2020 + und Mein Hannover 2030 – die Fragen „»autogerecht« oder »reichsautobahngerecht?«“ Mit der Darstellung der in der Nachkriegsmoderne seit Rudolf Hillebrecht geschaffenen „[...] baukulturellen Bewußtseinshohlräume [...] rufen sie zur stadtcharakterlichen Rehabilitierung von Hannovers topografischer und historischer Mitte auf“.

## Schriften (Auswahl)
- Das Kenotaph für Gaius Caesar in Limyra. Architektur und Bauornamentik (= Istanbuler Forschungen, Bd. 35), mit Beiträgen von M. Grünewald und P. Herz. Wasmuth, Tübingen 1984, ISBN 3-8030-1756-4 (zugleich Dissertation 1981 an der Universität Karlsruhe).
- Der Mars-Ultor-Tempel auf dem Augustusforum in Rom. Philipp von Zabern, Mainz 1996, ISBN 3-8053-1782-4 (zugleich Habilitationsschrift 1994 an der Universität Karlsruhe).
- Joachim Ganzert (Hrsg.), Bernd Adam, Michael A. Flechtner, Katrina Obert, Edgar Ring, Birte Rogacki-Thiemann, Hansjörg Rümelin, Gisela Jaacks, Barbara Uppenkamp: Das Lüneburger Rathaus. Ergebnisse der Untersuchungen 2008 bis 2011 (= Beiträge zur Architektur- und Kulturgeschichte, Bd. 19), 3 Bände, Titelzusatz zu Band 3: Ergebnisse der Untersuchungen 2012 bis 2014. Michael Imhof Verlag, Petersberg 2014–2015, ISBN 978-3-7319-0052-8.
- mit Gregor Janböcke: Hannovers „verrückte“ Mitte. Prinzipielles und Konkretes zu Stadt-Bau-Kultur (= Beiträge zur Architektur- und Kulturgeschichte, Bd. 12).  Jovis, Berlin 2016, ISBN 978-3-86859-426-3 und ISBN 3-86859-426-4 Inhaltsverzeichnis als PDF-Dokument.